# Alvorada do Norte
Alvorada do Norte este un oraș în Goiás (GO), Brazilia.